# Thubten Gyatso
Thubten Gyatso (nom complet: Ngawang Lobsang Thupten Gyatso Jigdral Chokley Namgyal; abreujat com a Thubten Gyatso)[1] (tibetà: ཐུབ་བསྟན་རྒྱ་མཚོ་, Wylie: Thub Bstan Rgya Mtsho; 12 de febrer de 1876 - 17 de desembre de 1933) va ser el 13è Dalai Lama del Tibet, fou entronitzat durant una turbulenta era moderna. Va presidir durant el col·lapse de la dinastia Qing, i se'l coneix com "el Gran Tretzè", responsable de redeclarar la independència nacional del Tibet i de les seves iniciatives nacionals de reforma i modernització. El 1878, va ser reconegut com la reencarnació del Dalai Lama. Va ser escortat a Lhasa i li van fer els vots pre-novicis el Panchen Lama, Tenpai Wangchuk, i se li va donar el nom de "Ngawang Lobsang Thupten Gyatso Jigdral Chokley Namgyal". El 1879, va ser entronitzat al Palau de Potala, però no va assumir el poder polític fins al 1895, després d'haver arribat a la maduresa. Thubten Gyatso va ser un reformador intel·lectual i un polític hàbil. Va ser responsable de reconstruir la posició geopolítica del Tibet després de l'expedició britànica al Tibet, restaurant la disciplina a la vida monàstica i augmentant el nombre de funcionaris laics per evitar que un poder excessiu caigués en mans dels monjos.